# توتوجلز
توتوجلز (بالإنجليزية: Tutugals)‏ مجموعة من الأرواح في الأساطير الاسترالية، تعاقب الأطفال على ما يرتكبونه من أخطاء.